# Feliu Llonch i Mates
Feliu Llonch i Mates (Sabadell, 22 de desembre de 1810 - 5 d'octubre de 1875) fou un industrial tèxtil català. Fou el besavi de Joan Llonch i Salas.

## Biografia
Feliu Llonch s'inicià en la indústria tèxtil com a teixidor i el 1839 ja havia adquirit el primer teler, que va instal·lar a casa seva. A poc a poc, i ajudat pels fills, anà creixent fins que es va veure obligat a traslladar part de la indústria al molí de l'Amat. El 1869 ja disposava d'una filatura, uns aprests i deu telers, repartits entre el seu domicili particular, el molí de l'Amat i el Vapor Brutau, i acabaria creant una gran indústria.
El 1843 formà part del grup promotor de la societat anomenada Amantes de la Agricultura e Industria de la Villa de Sabadell, amb l'objectiu de proveir la ciutat d'aigua corrent. Aquesta societat va originar l'actual Companyia d'Aigües de Sabadell (CASSA).
En morir Feliu Llonch, el 1875, la vídua i els fills van crear la raó social Joan Llonch Germans, dedicada a la fabricació de teixits de llana. Dos anys més tard, Joan Llonch i Sanmiquel, el primogènit, va fer construir el Vapor Llonch, a la carretera de Barcelona, que actualment és la seu del servei de Promoció Econòmica de l'Ajuntament de Sabadell.
L'any 1884 Sabadell li dedicà un carrer al barri del Centre.